# شركاء يتقاسمون الخراب (مسلسل)
شركاء يتقاسمون الخراب، مسلسل سوري من إنتاج عام 2008، كتبه محمد عبد اللطيف ماشطة وأخرجه محمد زهير رجب. صور المسلسل في أربع دول مختلفة هي سوريا، وتركيا، وبلغاريا، ورومانيا بمشاركة أكثر من 100 ممثل وممثلة.

## الفنانون المشاركون بالعمل
شارك في العمل نخبة كبيرة من الممثلين والنجوم السوريين : 
- قصي خولي. (إبراهيم عبد القادر)
- مكسيم خليل. (سراج زاهد)
- سلافة معمار. (سحر)
- نادين سلامة. (هبة)
- خالد تاجا. (نفعي العجمي)
- فاديا خطاب.(ام رئيف)
- سليم صبري. (إحسان زاهد)
- نبيلة النابلسي. (نجاح)
- عبد الهادي صباغ. (عثمان - أبو سحر)
- ليلى سمور. (غانيا)
- فادي إبراهيم. (الكسندر)
- إمارات رزق. (روز)
- نضال سيجري.
- رامي حنا. (رئيف زاهد)
- ميلاد يوسف. (سامرالعجمي)
- تولين البكري. (سهى زاهد)
- رواد عليو.(مها)
- عدنان أبو الشامات.(شكري)
- رغدة شعراني.
- نبال جزائري. (ريم)
- علاء الزعبي.(كامل)
- هبة نور.
- الليث المفتي. (فؤاد)
- قمر عمرايا.
- أسعد فضة. (أبو هبة)
- رضوان عقيلي.
- بسام لطفي. (أبو إبراهيم)
- سحر فوزي. (ام سحر)
- فيلدا سمور. (أم هبة)
- عبد الحكيم قطيفان. (الدكتور شريف)
- أندريه سكاف.
- أيمن بهنسي.(أبو مها)
- مايا فرح.
- محمود نصر. (حسين)
- يحيى بيازي .(عمر)